# Sam Ruben
Samuel Ruben (născut Charles Rubenstein, 5 noiembrie 1913 – d. 28 septembrie 1943) a fost un chimist evreu american, cunoscut pentru descoperirea izotopului carbon-14 împreună cu Martin Kamen.
Fiul lui Herschel și al Friedei Penn Rubenstein și-a scurtat numele în Ruben în 1930. Tânărul Sam s-a împrietenit cu vecinul Jack Dempsey și a activat în clubul local de box, după care, după ce familia s-a mutat dincolo de Golf, la Berkeley, a practicat baschetul la Liceul Berkeley (Berkeley, California). După ce a absolvit facultatea de chimie de la Universitatea California, Berkeley, și-a continuat studiile acolo și a primit un doctorat în chimie fizică în mai 1938. A fost numit imediat instructor la catedra de chimie, și a devenit asistent universitar în 1941.
Împreună cu colegul său, Martin Kamen, doctor de la Universitatea Chicago și cercetător în chimie și fizică nucleară și lucrând sub supravegherea lui Ernest O. Lawrence de la Laboratorul de Radiații Berkeley, a încercat să elucideze calea urmată de carbon în fotosinteză încorporând izotopul radioactiv de durată scurtă Carbon-11 (11CO2) în numeroase experiențe efectuate între 1938 și 1942. Ajutat și de ideile și colaborarea lui C. B. van Niel, de la Stația Marină Hopkins de la Universitatea Stanford, a înțeles că reducerea dioxidului de carbon poate apărea și în întuneric și poate implica procese similare cu cele întâlnite la bacterii. Această interpretare punea sub semnul întrebării teoria veche de o sută de ani a lui Adolf von Baeyer privind reducerea fotochimică a dioxidului de carbon absorbit de clorofilă, după care s-au ghidat zeci de ani Richard Willstätter, A. Stoll, și alții în căutarea formaldehidei.
În sute de experimente cu Carbon-11 produs din deuteroni și în altele cu bor-10 efectuate de Martin Kamen în ciclotronul de 37 de țoli din Laboratorul de Radiații, Ruben și Kamen, împreună cu alți colaboratori din domeniile botanică, microbiologie, fiziologie și chimie organică, au căutat calea dioxidului de carbon în plante, alge și bacterii. La început, rezultatele obținute, perturbate de absorbția produselor de reacție pe reziduuri proteice, nu au relevat calea carbonului în fotosinteză, dar au reușit să trezească interesul oamenilor de știință din toată lumea aflați în căutarea unor răspunsuri la întrebări despre procese metabolice, declanșând o revoluție în biochimie și medicină.
Experimentele efectuate de Ruben cu apa grea, H2O18, pentru a obține gaz 18O2 au arătat că oxigenul gazos produs în fotosinteză provine din apă. Împreună cu predicția fizicii nucleare privind un „izotop radioactiv de carbon cu viață lungă”, Ruben și Kamen au urmat mai multe piste care puteau duce la identificarea izotopului Carbon-14. După mai multe tentative eșuate, Martin Kamen a colectat rezultatele unui bombardament asupra grafitului efectuat timp de 120 de ore în ciclotron și s-a grăbit cu ele la „Rat House”, clădire de lângă Catedra de Chimie și de lângă ciclotron, unde își avea Sam Ruben biroul. La ora 8 AM, pe 27 februarie 1940, Sam Ruben a demonstrat fără echivoc că sursa de radioactivitate era izotopul Carbon-14.
Energia redusă a izotopului Carbon-14 îngreuna măsurătorile într-atât încât nu s-au efectuat experimente cu indicatori pentru C-14 decât în 1942 când Sam Ruben i-a dat tot carbonatul de bariu cu C-14 tânărului profesor de chimie Andrew Benson care și-a început lunga serie de experimente de fixare a 14CO2 pentru a determina calea carbonului în fotosinteză. Abia în 1949, chimistul Willard Libby a folosit-o pentru a inventa datarea cu carbon radioactiv.
Ruben a fost recrutat pentru a face cercetări în scopul susținerii efortului de război în timpul celui de al Doilea Război Mondial, și a devenit interesat de mecanismul fosgenului ca gaz otrăvitor. Cu fosgen cu C-11 (11COCl2) pregătit de Benson, ei au studiat combinația dintre fosgen și proteinele din plămâni. După ce Benson a plecat de la Berkeley în iulie 1943, Ruben a murit la 28 septembrie 1943 în urma unei otrăviri accidentale cu fosgen suferite în ziua anterioară.